# Giovanni da Verrazzano

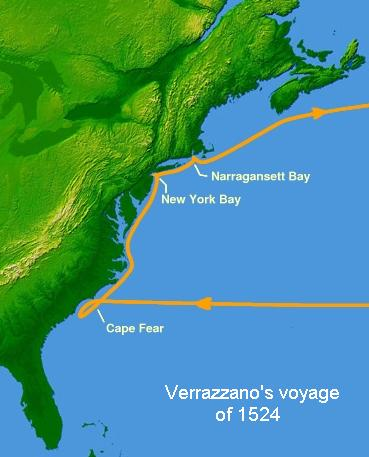
Trasa podróży Giovanniego da Verrazzano w 1524 roku

Giovanni da Verrazzano lub Verrazano (ur. ok. 1485 w Val di Greve w Toskanii, zm. 1528 na Gwadelupie) – włoski żeglarz, podróżnik i odkrywca. Sławę przyniosła mu podróż do Ameryki w celu znalezienia Przejścia Północno-Zachodniego na zlecenie króla Francji Franciszka I.

## Podróże
Verrazzano opuścił Maderę 17 stycznia 1524 roku i dotarł do Przylądka Strachu, odkrytego rok wcześniej przez Lucasa Vazqueza de Ayllona. Stamtąd skierował się na północ i płynąc wzdłuż wybrzeża dotarł aż do Nowej Fundlandii. W czasie swej podróży dokonał kilku przystanków, między innymi w miejscu, gdzie dziś znajduje się miasto Nowy Jork. Cieśnina, w której zarzucił kotwicę, została nazwana jego imieniem. Także współcześnie jeden z mostów w Nowym Jorku, Verrazzano-Narrows Bridge, nosi jego imię.
Ze swej wyprawy powrócił 8 lipca tego samego roku z przekonaniem, że kontynent północnoamerykański jest wąskim pasmem lądu oddzielającym oceany. Jednym z towarzyszy Giovanniego de Verrazzano był jego brat Girolamo, który będąc zdolnym kartografem, wykonał bardzo cenione przez współczesnych mapy odwiedzanych wybrzeży.
Drugą podróż na zachód podjął w roku 1526 lub 1527. Pożeglował do Brazylii, skąd wrócił z ładunkiem cennego drewna.
Verrazzano w czasie swej kolejnej wyprawy wiosną 1528 roku na Karaiby został pojmany na Gwadelupie przez miejscowych Indian Arawaków, zabity i zjedzony. Pozostali członkowie ekspedycji kontynuowali podróż, docierając do wybrzeży Brazylii, by następnie powrócić do Francji.

## Upamiętnienie
Jego imieniem został nazwany włoski niszczyciel typu Navigatori z okresu II wojny światowej.